# Bromberen
Bromberen was een Vlaams radioprogramma dat op radio 1 liep van 2 september 2007 tot en met 22 februari 2009 en gepresenteerd werd door Pat Donnez. Het werd uitgezonden op zondag om 1 uur 's middags. De taglines waren "de vrijstaat voor de malcontenten" en "mens erger je maar".

## Programma
Elke week kregen enkele Bekende Vlamingen ("bv's") een thema voorgeschoteld waarover zij mochten "zagen en klagen". Pat Donnez praatte de stukjes aan elkaar, reageerde en speelde in op de "bromberen", soms stelde hij ook vragen of gaf zijn eigen mening. Hoewel er regelmatig echte irritaties omtrent bepaalde onderwerpen aangehaald werden, werden er voor het komische effect ook vaak meningen gegeven die overdreven en absurd aandeden. Circa om de 10 minuten werd er een lied gedraaid dat paste bij het thema van die aflevering.
In de eerste reeks werden er in het begin van de aflevering enkele fragmenten gedraaid van de bromlijn waar mensen naar konden bellen die zelf wilden bromberen. De bromlijn viel echter weg in de tweede reeks. Bromberen werd opgevolgd door het gelijkaardige programma Leef Lang!, dat tevens gepresenteerd werd door Pat Donnez.

## Terugkerende gasten
- Michiel Hendryckx
- Luckas Vander Taelen
- Yves Desmet
- Patrick De Witte
- Brigitte Raskin
- Kamagurka
- An Nelissen
- Bernard Van De Popeliere
- Nigel Williams
- Warre Borgmans
- Kurt Van Eeghem
- Jan Van den Berghe
- Gunther Lamoot
- Zaki

Op het forum van de website van radio 1 ontstond regelmatig commotie rond bepaalde afleveringen. Afleveringen die de meeste reactie veroorzaakten waren die over "Nederlanders, Belgen en Bejaarden".

## Ontvangst
Bromberen kreeg van De Standaard een 8 op 10. Caroline Gennez plaatste het programma tijdens de jaarlijkse eindejaarsvraagjes in Humo in december 2007 bij de "slechtste radioprogramma's" die ze dat jaar gezien had.